# صخره حلقوی مرجانی بیرون‌زده
صخره حلقوی مرجانی بیرون‌زده یا صخره حلقوی مرجانی بالاآمده یک صخره حلقوی است؛ که بر اثر نیروهای زمین‌ساختی به حدی از زیر دریا بالا آمده که آن را از شسته شدن توسط طوفان، حفاظت کرده و خاک و جانوران و گیاهان و جانوران آن فرصت رشد داشته باشند. به غیر از آبخوست آلدابرا در اقیانوس هند و آبخوست هندرسون در اقیانوس آرام، چهره ی بیشتر صخره‌های حلقوی بیرون‌زده مرجانی به خاطر فعالیت‌های انسانی به شدت تغییر یافته ‌است. نمونه این فعالیت‌های انسانی، وارد کردن گونه‌های جدید، معدن‌کاری فسفات و آزمایش بمب مانند بمب هسته‌ای است.